# Beau Biden
Joseph Robinette "Beau" Biden III (3 tháng 2 năm 1969 - 30 tháng 5 năm 2015) từng là một chính trị gia, luật sư và sĩ quan người Mỹ trong Quân đoàn của Tướng biện hộ cho Thẩm phán Quân đội đến từ Wilmington, Delaware. Ông là con cả trong gia đình có ba người con sau cuộc hôn nhân của Tổng thống Hoa Kỳ Joe Biden và người vợ đầu tiên của ông, Neilia Hunter. Ông từng là Tổng chưởng lý thứ 44 của Delaware và từng là Thiếu tá trong Lực lượng Vệ binh Quốc gia của Quân đội Delaware.